# Dornier Do 26
Dornier Do 26 byl celokovový čtyřmotorový hornoplošný létající člun. Vyráběn byl před a během druhé světové války německou firmou Dornier Flugzeugwerke. Měl čtyřčlennou posádku a byl konstruován pro přepravu 500 kg pošty nebo 4 cestujících na trase mezi Lisabonem a New Yorkem.

## Design a vývoj

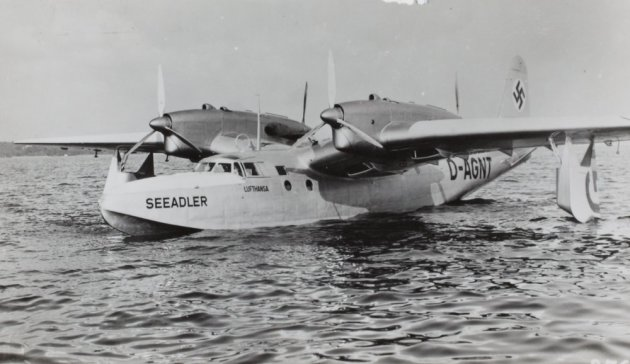
Dornier Do 26

Elegantní Do 26, někdy také nazýván jako „nejkrásnější hydroplán všech dob“, byl celokovové konstrukce. Trup měl středový kýl a typický „stupeň“, křídlo lomené do M bylo umístěno nahoře na trupu, pod křídly byl vybaven plně zatahovatelnými stabilizačními plováky.
Jeho čtyři dieselové motory Junkers Jumo 205C Diesel byly uloženy po dvojicích v tandemu, dva přední motory poháněly tažné vrtule a dva zadní poháněly tlačné vrtule na prodloužených hřídelích. Byly umístěny ve dvojitých gondolách na horní straně křídla. Zadní (tlačné) motory se mohly elektricky vychýlit až o 10° směrem nahoru během startu a přistání, aby tak zabránily kontaktu mezi třílistou vrtulí a vodou odstřikovanou od předních vrtulí.
Ocasní plochy byly konvenčního designu s pevným vodorovným stabilizátorem a jednoduchým kýlem se směrovkou.

## Historie
V roce 1937 si Lufthansa objednala tři Do 26, které byly navrženy ke vzletu pomocí katapultu ze speciálních zásobovacích lodí. Jejich úkolem měla být doprava pošty přes oceán. První prototyp Do 26 V1 (imatrikulace D-AGNT), pokřtěný Seeadler (Mořský orel), vzlétl s motory Jumo 205C o výkonu 466 kW (635 k) 21. května 1938 s třílistými stavitelnými vrtulemi Junkers-Hamilton. Pilotem byl kapitán Erich Gundermann.
Druhý prototyp, Do 26 V2 (D-AWDS, Seefalke) (Mořský sokol), se silnějšími motory Jumo 205E o 515 kW (700 k) následoval 23. listopadu 1938. Pilotem byl kapitán Egon Fath. Oba byly dokončeny a předány Lufthanse před vypuknutím druhé světové války. Díky protestům USA, Lufthansa nemohla provozovat tato letadla na zamýšlené trase mezi Evropou a USA, místo toho byly používány v roce 1939 k přepravě pošty mezi Bathurstem a Natalem v Jižní Africe.
Významnou civilní akcí Do 26 V2 Seefalke byl 14. února 1939 let veterána Lufthansy kapitána Graf Schack von Wittenau, který se rozhodl pro charitativní let do Chile. Na palubě měl 580 kg zdravotnických potřeb a léků pro oběti zemětřesení. Trasu dlouhou 10 700 km absolvoval za 36 hodin.
Třetí letoun, Do 26 V 3 (D-ASRA, Seemöwe) (Mořský racek), byl dokončen těsně před začátkem druhé světové války a poprvé vzlétl 16. srpna 1939. Zatímco první dva prototypy byly čistě poštovní verzí Do 26A, V3 měl kabinu pro 4 cestující, vrtule VDM a byl označován jako Do 26B. Vzhledem k vypuknutí války ho už přebírala Luftwaffe, která jej nechala provizorně vyzbrojit kulomety MG 15 a nasadila ho jako dálkový průzkumný Do 26C.
Další tři stroje měly být původně dodány Lufthanse ve verzi pro dopravu jak pošty, tak 8 cestujících. Přebírala je však už Luftwaffe upravené jako dálkové průzkumné Do 26D. Kvůli své zvýšené hmotnosti byly vybaveny výkonnějšími motory Jumo 205D po 647 kW (880 k). Byly zalétány v roce 1940: Do 26 V4 (P5+DF) 25. ledna, Do 26 V5 (P5+DG) 24. dubna a Do 26 V6 (P5+DH) 29. července. Tyto stroje byly vybaveny obrannou výzbrojí, která se skládala z kanónu MG 151 ráže 20 mm v příďovém střelišti a ze tří kulometů MG 15 ráže 7,9 mm instalovaných po jednom ve dvou střelištích na hřbetě trupu a jedním pod trupem.
Všech šest Do 26 bylo zařazeno k 1. Staffel Küstenfliegergruppe 406, později přejmenované na 1.Kü.Fl.Gr.506. Prvních pět strojů se účastnilo německé invaze do Dánska a Norska (operace Weserübung). Při ní byly ztraceny první tři Do 26 (V1, V2 a V3). Nejprve byl 9. května 1940 sestřelen letoun V2 (ex Seefalke) nad Tepkölenfjordem – po nouzovém přistání byli jeho osádka (s pilotem Schack von Wittenau) i deset převážených horských myslivců zajati. Poté byly 28. května potopeny letouny V1 (ex Seeadler) a V3 (ex Seemöwe) na svém kotvišti v Rombaksfjordu poblíž Narviku, když je objevily tři Hurricany Mk.I z 46. perutě RAF vedené novozélandským kapitánem (později plukovníkem) P. G. Jamiesonem, DSO, DFC se stužkou.
V5 byl zničen 16. listopadu 1940 (celá posádka zahynula) při nočním katapultovém startu z lodi Friesenland v Brestu. Osud čtvrtého a šestého stroje (V4 a V6), které byly v roce 1944 stále přiřazeny ke Zkušební jednotce (Erprobungsstelle) v Travemünde, je nejasný.

## Varianty
Do 26A
Dva prototypy, pojmenované V1 (D-AGNT Seeadler) a V2 (D-AWDS Seefalke).
Do 26B
Třetí prototyp, pojmenován V3 (D-ASRA Seemöwe).
Do 26C
Vojenská varianta postavená pro Luftwaffe, poháněna motory Jumo 205D a vyzbrojena jedním kanónem MG 151/20 ráže 20 mm a třemi kulomety MG 15 ráže 7.92 mm. Postavena byla tři letadla. V1, V2 a V3 byly později přebudovány právě na tento typ.

## Uživatelé

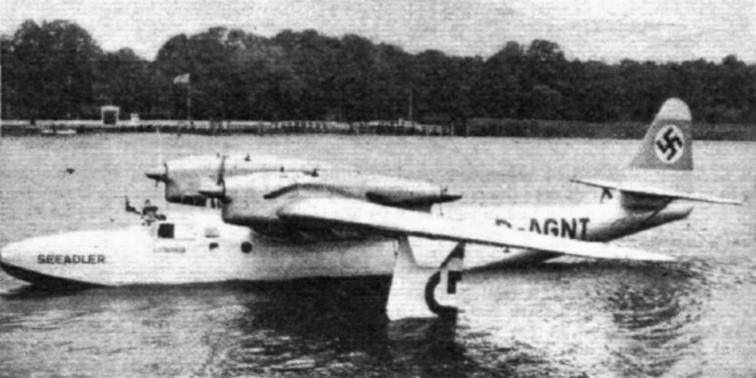
Dornier Do 26 Seeadler D-AGNT 1938

- Lufthansa provozovala dva Do 26A a jeden Do 26B mezi lety 1938 a 1939. Později byla všechna tří předána Luftwaffe.
- Luftwaffe provozovala všech 6 postavených letadel.
  - Erprobungsstelle Travemünde
  - KGr.z.b.V. 108 (přidělen k Trans-Ozean Staffel/KGr.z.b.V. 108)[6]
  - Küstenfliegergruppe 406 (přidělen k Sonderstaffel/Ku.Fl.Gr.406)[7]

## Pozůstatky
Vraky letadel V1 Seeadler a V3 Seemöwe byly po válce nalezeny v norských vodách nedaleko Narviku. Vrak Seemöwe byl vyzvednut, trup a křídla letounu Seeadler zůstala na místě, jako atrakce pro potápěče. Některé části letounu Seeadler, včetně kokpitu a vrtulí jsou vystaveny ve válečném muzeu v Narviku; jiná vrtule je k vidění v leteckém klubu v norském Bodø.

## Specifikace

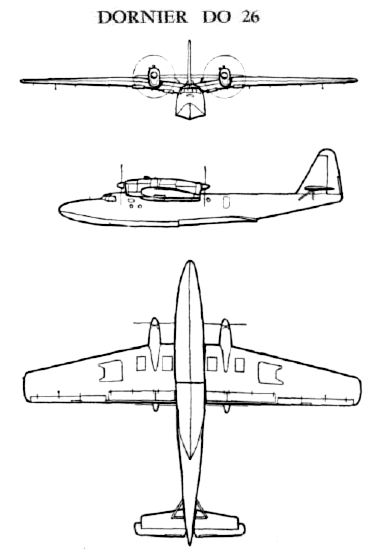
Dornier Do 26

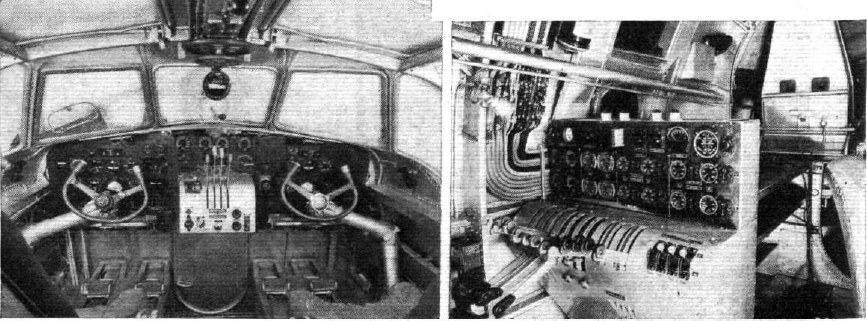
Interiér letounu Dornier Do 26

Data podle: Němeček

### Technické údaje
- Osádka: 4
- Užitečný náklad: 500 kg pošty
- Rozpětí: 30,00 m
- Délka: 24,50 m
- Výška: 6,85 m
- Nosná plocha: 120,00 m²
- Prázdná hmotnost: 11 310 kg
- Vzletová hmotnost normálně: 21 000 kg
- Vzletová hmotnost s přetížením: 22 500 kg
- Pohonná jednotka: 4× řadový motor Jumo 205E
- Výkon pohonné jednotky: 515 kW (700 k)

### Výkony
- Cestovní rychlost: 260 km/h
- Maximální rychlost
  - ve 2500 m: 345 km/h
  - u země: 295 km/h
- Dolet
  - normálně: 4800 km
  - maximálně: 7100 km
- Dostup: 4500 m
- Výstup na 2000 m: 16 min 30 s